# You’re the One That I Want
You’re the One That I Want ist ein Popsong von John Travolta und Olivia Newton-John aus dem Jahr 1978. Das Lied wurde von John Farrar für den Film des Musicals Grease geschrieben und produziert.
Der Titel war ein weltweiter Hit und erreichte in zahlreichen Ländern Platz 1. Er erreichte im Juni 1978 für eine Woche Platz 1 in den amerikanischen Billboard Hot 100, verkaufte sich in den USA über 2 Millionen Mal und wurde dort mit Platin ausgezeichnet. Ebenfalls erreichte You’re the One That I Want im Sommer 1978 für 9 Wochen Platz 1 der britischen Charts und war in Großbritannien 2008 mit über 1.975.000 verkauften Einheiten auf Platz 6 der erfolgreichsten Singles aller Zeiten. Die Wiederveröffentlichung des Titels erreichte im Jahr 1998 Platz 4 der britischen Charts. In den deutschsprachigen Ländern war You’re the One That I Want ebenfalls ein Nummer-eins-Hit.

## Kommerzieller Erfolg

### Chartplatzierungen
| ChartsChartplatzierungen       | Höchstplatzierung | Wochen |
| ------------------------------ | ----------------- | ------ |
| Deutschland (GfK)              | 1 (35 Wo.)        | 35     |
| Österreich (Ö3)                | 2 (28 Wo.)        | 28     |
| Schweiz (IFPI)                 | 1 (22 Wo.)        | 22     |
| Vereinigte Staaten (Billboard) | 1 (24 Wo.)        | 24     |
| Vereinigtes Königreich (OCC)   | 1 (26 Wo.)        | 26     |

| ChartsJahrescharts (1978)      | Platzierung |
| ------------------------------ | ----------- |
| Deutschland (GfK)              | 4           |
| Österreich (Ö3)                | 4           |
| Schweiz (IFPI)                 | 2           |
| Vereinigte Staaten (Billboard) | 13          |

### Auszeichnungen für Musikverkäufe
| Land/Region                  | Auszeichnungen für Musikverkäufe (Land/Region, Auszeichnung, Verkäufe) | Verkäufe  |
| ---------------------------- | ---------------------------------------------------------------------- | --------- |
| Dänemark (IFPI)              | Platin                                                                 | 90.000    |
| Deutschland (BVMI)           | Gold                                                                   | 250.000   |
| Frankreich (SNEP)            | Gold                                                                   | 1.000.000 |
| Italien (FIMI)               | Gold                                                                   | 35.000    |
| Neuseeland (RMNZ)            | 2× Platin                                                              | 60.000    |
| Niederlande (NVPI)           | Platin                                                                 | 150.000   |
| Spanien (Promusicae)         | Platin                                                                 | 60.000    |
| Vereinigte Staaten (RIAA)    | Platin                                                                 | 2.000.000 |
| Vereinigtes Königreich (BPI) | Platin                                                                 | 2.154.932 |
| Insgesamt                    | 3× Gold · 7× Platin ·                                                  | 5.799.932 |

Hauptartikel: Olivia Newton-John/Auszeichnungen für Musikverkäufe

## Coverversionen
Helga Feddersen und Dieter Hallervorden erreichten ebenfalls 1978 mit der deutschen Parodie Du, die Wanne ist voll Platz vier der deutschen Charts (21 Chartwochen) und Platz zwölf der österreichischen Hitliste (zwölf Chartwochen). Die Version mit einem Text von Frank Dostal erschien Ende 1978 sowohl als Single bei Philips als auch später auf zahlreichen Kompilationen.
Sie sangen den Song zweimal in der ZDF-Hitparade, zu einer Zeit, als diese nach Verkaufszahlen organisiert war. Erstmals war das Lied am 11. Dezember 1978 auf Platz sechs platziert, das Duo war jedoch nicht anwesend, ebenso am 8. Januar 1979 (Platz zwei). Am 5. Februar und am 5. März 1979 (jeweils Platz zwei) sangen Feddersen und Hallervorden den Song, am 2. April (Platz vier) und 7. Mai 1979 (Platz 14) waren sie wiederum nicht im Studio. Somit war das Lied nahezu sechs Monate in der Sendung vertreten. Die Abwesenheit im Dezember erklärte Moderator Dieter Thomas Heck damit, dass sich Feddersen und Hallervorden zunächst nicht trauten, den Song live zu singen. Bei den späteren Auftritten führten die beiden – wie auch in zahlreichen weiteren Fernsehauftritten – dann eine Blödel-Choreografie mit Teilplayback auf.
Weitere Coverversionen existieren unter anderem von:
- Cindy & Bert (Im Fieber der Nacht)
- Salome Clausen & Daniel Kandlbauer
- Julia Stone
- Craig McLachlan & Debbie Gibson
- The Beautiful South
- The Shadows
- Degreese
- Günter Noris Big Band, Strings & Chorus
- Franck Pourcel (Grease)
- Max Greger
- Delta Goodrem feat. Dan Sultan